# Reinhard Voigt (Musiker)

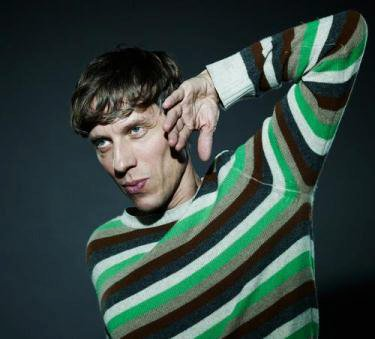
Reinhard Voigt (2011)

Reinhard Voigt ist ein deutscher Musiker und DJ im Bereich der elektronischen Musik.
Voigt veröffentlicht solo unter seinem bürgerlichen Namen und Pseudonymen wie Klar, Kron, Pentax, S.R.I., Sturm oder Sweet Reinhard. Gemeinsam mit Michael Mayer und Tobias Thomas veröffentlichte er in den späten 1990er Jahren als Forever Sweet.

## Lebenslauf
Zusammen mit seinem Bruder Wolfgang Voigt gilt Reinhard Voigt als Mitbegründer des Minimal Techno in Deutschland und als einer der wichtigsten Vertreter der Kölner Techno-Szene.
Gemeinsam mit seinem Bruder Wolfgang sowie Jörg Burger und Jürgen Paape gründete Voigt am 1. März 1993 in Köln den Plattenladen Delirium, der später in Kompakt umbenannt wurde und aus dem das gleichnamige Label Kompakt hervorging.
Im Jahr 1994 veröffentlichte er unter dem Pseudonym Sweet Reinhard seine erste EP M auf Profan. Sein erstes von bisher 8 Studioalben erschien unter dem Alias Pentax im Jahr 1997.

## Diskografie (Auswahl)

### Alben
- 1997: Pentax – Das Album (Profan)
- 1998: Kron – Gold Und Liebe (Harvest)
- 1999: Pentax – Konkret (Profan)
- 1999: Kron – Silikron (Harvest)
- 1999: Sturm – Sturmgesten (Mille Plateaux)
- 1999: Sturm – Sturm (Mille Plateaux)
- 2000: Reinhard Voigt – Premiere World (Profan)
- 2001: Reinhard Voigt – Im Wandel der Zeit (Kompakt)
- 2020: Reinhard Voigt – Sturm (Klar)

### Singles und EPs
- 1994: Sweet Reinhard – M (Profan)
- 1994: Sweet Reinhard – Kultur EP (Profan)
- 1995: Sweet Reinhard – Der Dritte Weg (Profan)
- 1995: S.R.I. – Teufel Im Leib (New Transatlantic)
- 1996: S.R.I. – Grand Slam (New Transatlantic)
- 1996: S.R.I. – Krom (New Transatlantic)
- 1996 – Pentax – Pentax (Profan)
- 1996: Sweet Reinhard – Believe (Profan)
- 1997 – Pentax – Das Album 12" (Profan)
- 1997 – Pentax – Pentax Klub (Profan)
- 1997: Klar – Klar 1 (Klar)
- 1997: Klar – Klar 2 (Klar)
- 1997: Kron – Kron EP (Harvest)
- 1998: S.R.I. – Black Out (Force Inc. Music Works)
- 1998: S.R.I. – Songs To Remember (Auftrieb)
- 1998: Kron – Die Remixe (Harvest)
- 1999: S.R.I. – Knock Out (Force Inc. Music Works)
- 1999: S.R.I. – Yellow Fever (Force Inc. Music Works)
- 1999: Kron – Silikron Remix (Harvest)
- 1999: Reinhard Voigt – Be Free With Your Love (Kreisel 99)
- 1999: Sweet Reinhard – Kultur EP (Kreisel 99)
- 1999: Reinhard Voigt – Robson Ponte (Kompakt)
- 1999: Sturm – Die Glocken Von Sturm (Mille Plateaux)
- 2000: Reinhard Voigt – Sex Mit M. Mayer (Kompakt)
- 2001: Reinhard Voigt – A.S.P. (Kompakt)
- 2001: Reinhard Voigt – Hier Und Jetzt (Kompakt)
- 2001: S.R.I. – Trax Pt.1 (Force Inc. Music Works)
- 2001: S.R.I. – Trax Pt.2 (Force Inc. Music Works)
- 2001: S.R.I. – Energie (Force Inc. Music Works)
- 2002: S.R.I. – Cars And Girls (Force Inc. Music Works)
- 2002: M. Mayer / Reinhard Voigt – Speicher 2 (Kompakt Extra)
- 2002: Reinhard Voigt – How We Rock (Kompakt)
- 2002: Reinhard Voigt – Recht Erst Jetzt (Kompakt)
- 2002: Reinhard Voigt – Jetzt Erst Recht (Kompakt)
- 2003: S.R.I. – Songs To Remember (Remixe) (Auftrieb)
- 2003: M. Mayer / Reinhard Voigt – Speicher 7 (Kompakt Extra)
- 2003: Reinhard Voigt / Jake Fairley – Speicher 13 (Kompakt Extra)
- 2003: Reinhard Voigt – Kontakt (Kompakt)
- 2004: Reinhard Voigt / Heib – Speicher 18 (Kompakt Extra)
- 2005: Michael Mayer / Reinhard Voigt / The Modernist – Speicher 28 (Kompakt Extra)
- 2005: Reinhard Voigt – Speicher 29 (Kompakt Extra)
- 2006: Michael Mayer & Reinhard Voigt / Davidovitch – Speicher 36 (Kompakt Extra)
- 2007: Reinhard Voigt – All In (Kompakt)
- 2007: Reinhard Voigt – Charge Your Dreams (Kompakt)
- 2017: Reinhard Voigt – Apokalypse Mau (Kompakt)
- 2018: Reinhard Voigt – RV 03 / RV 04 (KX)
- 2019: Reinhard Voigt – Was Wir Spüren (Kompakt)
- 2020: Reinhard Voigt – Kultur EP (Profan)
- 2021: Reinhard Voigt – RV 05 / RV 06 (KX)
- 2022: Reinhard Voigt – Cha Cha Club (Kompakt)